# Независимые олимпийские участники на Олимпийских играх
Олимпийские спортсмены из России (2018)
Термин Независимые олимпийские спортсмены используется для спортсменов, чьи страны не имеют Национального олимпийского комитета, признанного МОК.
Они не могут представлять свою страну под своим национальным флагом, но могут участвовать в соревновании. Таким образом, эти спортсмены прошли под олимпийским флагом. В случае победы такого спортсмена звучит олимпийский гимн во время церемонии награждения.
Независимые олимпийцы завоевали медали в 1992 и 2016 году на Олимпийских играх. В обоих случаях это были соревнования по стрельбе.

## Предшественники
До Внеочередных Олимпийских игр 1906 года появление таких спортсменов не было вполне нормальным явлением. Смешанные команды по национальности соревновались в ряде командных видах. Позднее у некоторых участников стали указывать ещё и их национальность на момент соревнований.
В преддверии Зимних Олимпийских игр 1940 года в Гармиш-Партенкирхене весной 1939 года после оккупации Чехословакии нацистской Германией организаторы отказались признать НОК Чехословакии, однако они были готовы разрешить спортсменам принять участие под Олимпийским флагом. В любом случае, игры были отменены из-за Второй мировой войны.
В годы холодной войны, некоторые спортсмены эмигрировавшие из коммунистических европейских стран, не могли участвовать на Олимпийских играх, так как их Национальные олимпийские комитеты не хотели включать их в собственную команду и не давали им разрешение на смену спортивного гражданства. Некоторые спортсмены пробовали получить статус независимого спортсмена, чтобы участвовать в играх 1952 и 1956 годов, но получили отказ.
Когда Гайана присоединилась в 1976 году к олимпийскому бойкоту, её спринтер Джеймс Гилкес попросил МОК допустить его к участию как индивидуального спортсмена, но получил отказ.
В 1980 году на летних Олимпийских играх, при частичной поддержке американского бойкота, 14 НОК (в основном из Западной Европы) соревновались под Олимпийским флагом, а три команды (Новая Зеландия, Испания и Португалия) выступали под флагами собственных индивидуальных НОК.

## 1992
Во время летних Олимпийских играх 1992 года, спортсмены из союзной республики Югославии и Республики Македония соревновались в качестве независимых Олимпийских участников. Македонские спортсмены не могли появиться под своим флагом, потому что их национальный олимпийский комитет (НОК) ещё не был сформирован. Союзные республики Югославии (Сербия и Черногория) были под санкциями Организации Объединенных Наций, которые не позволяли принимать участие в Олимпийских играх. Однако отдельные Югославские спортсмены смогли принимать участие в качестве независимых Олимпийских участников. Всего в соревнованиях приняло участия 58 спортсменов, которые выиграли три медали. Кроме того, 16 спортсменов соревновались в качестве независимых спортсменов на летних Паралимпийских играх 1992 года, выиграв восемь медалей.
| Медаль  | Спортсмен         | Национальность | Игры           | Вид      | Дисциплина                                     |
| ------- | ----------------- | -------------- | -------------- | -------- | ---------------------------------------------- |
| Серебро | Ясна Шекарич      | Югославия      | Барселона 1992 | Стрельба | Женщины Пневматический пистолет 10 метров      |
| Бронза  | Аранка Биндер     | Югославия      | Барселона 1992 | Стрельба | Женщины Пневматическая винтовка 10 метров      |
| Бронза  | Стеван Плетикосич | Югославия      | Барселона 1992 | Стрельба | Мужчины Малокалиберная винтовка лёжа 50 метров |

Спортсмены бывшего Советского Союза соревновались под Олимпийским флагом на зимних и летних Олимпийских играх 1992 года в качестве объединённой команды. Однако на церемониях награждения в личных соревнованиях поднимался государственный флаг страны спортсмена, в честь побед звучал гимн его государства.

## 2000
На летних Олимпийских играх четверо спортсменов из Восточного Тимора соревновались в качестве индивидуальных Олимпийских спортсменов во время перехода страны к независимости. Также два спортсмена выступали на летних Паралимпийских играх.

## 2012
Четыре спортсмена соревновались как независимые Олимпийские атлеты на летних Олимпийских играх 2012.
В результате конституционной реформы появились новые страны из состава Нидерландских Антильских островов. К моменту Игр они не имели своих Национальных Олимпийских комитетов и три спортсмена из этих стран, которые квалифицировались на игры были допущено к соревнованиям как независимые спортсмены. Также несколько человек соревновались в составе команд Арубы или Нидерландов.
Национальный олимпийский комитет Южного Судана также не был создан в период становления страны и отборочных соревнований на ОИ-2012 Олимпийские отборочные. Один спортсмен из Южного Судана, Мариал Гуор, смог квалифицироваться на игры, что позволило ему выступить в качестве независимого спортсмена.
Спортсмены из Кувейта изначально были допущены до соревнований в качестве независимых Олимпийских спортсменов, потому что членство их Национального олимпийского комитета (НОК) было приостановлено. Однако НОК был восстановлен, что позволило спортсменам выступить на соревнованиях под своим флагом. Представители Кувейта соревновались под Олимпийским флагом в 2010 году на летних юношеских Олимпийских играх и Азиатских играх.

## 2014
Олимпийский комитет Индии был отстранён МОК в декабре 2012 года из-за проблем с избирательным процессом. Новые выборы были назначены на 9 февраля 2014 года, через два дня после начала зимней Олимпиады 2014 года. Таким образом, три индийских спортсмена, которые квалифицировались на игры начали свои выступления на них в качестве независимых Олимпийских спортсменов.
8 и 9 февраля, Шива Кешаван принял в соревнованиях по санному спорту и занял 38-е место. Он оказался единственным спортсменом, который официально участвовал в качестве независимого Олимпийского спортсмена.
11 февраля 2014 МОК восстановил членство индийского Олимпийского комитете после избрания Нараяна Рамачандрана, президента Всемирной Федерации Сквоша, в качестве нового президента НОК Индии, что позволило двум оставшимся спортсменам выступать уже под индийским флагом, а не как независимым спортсменам. Это был первый случай в истории Олимпийских игр, когда по их ходу спортсмены из одной страны соревновались сразу под двумя флагами.

## 2016
Кувейтские спортсмены соревновались в качестве независимых спортсменов, так как членство Олимпийского комитета Кувейта было приостановлено международным Олимпийским Комитетом из-за государственного вмешательства. Это был второй случай за последние пять лет, когда кувейтские спортсмены вынуждены были выступать под Олимпийским флагом. Первый раз это произошло на летних Азиатских играх 2010 года. Фехайд аль-Дихани стал первым независимым олимпийским спортсменом, который выиграл золотую медаль.
| Медаль | Спортсмен          | Национальность | Игры                | Вид      | Дисциплина          |
| ------ | ------------------ | -------------- | ------------------- | -------- | ------------------- |
| Золото | Фехаид Аль-Дихани  | Кувейт         | Рио-де-Жанейро 2016 | Стрельба | Мужчины. Дубль-трап |
| Бронза | Абдулла Аль-Рашиди | Кувейт         | Рио-де-Жанейро 2016 | Стрельба | Мужчины. Скит       |

Также выступила под Олимпийским флагом на летних играх 2016 года и олимпийская сборная беженцев в составе десяти спортсменов-беженцев из четырёх стран.